# Corpo santo

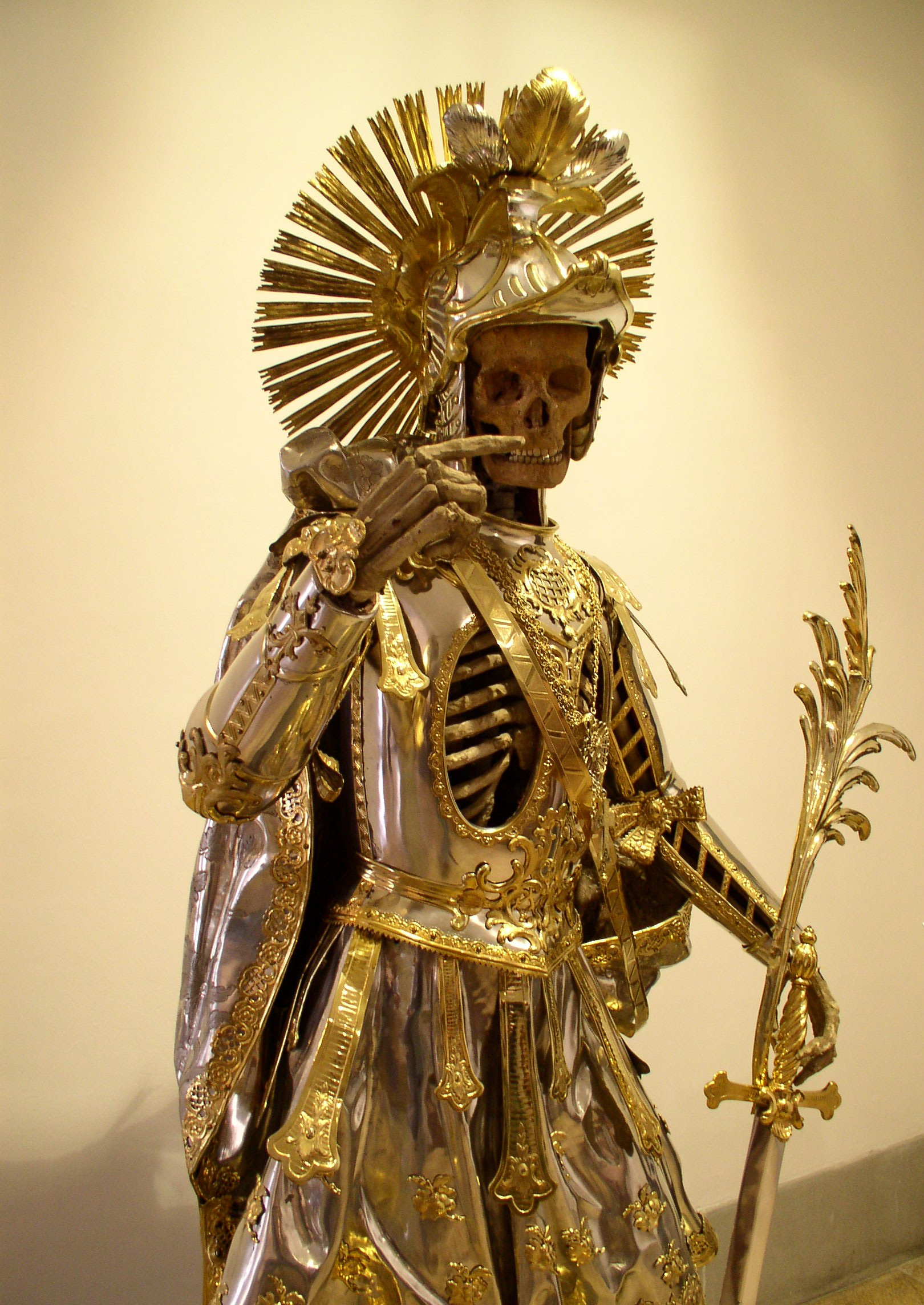
Un "corpo santo" proveniente dalla catacomba di San Pancrazio, esposto al Museo Storico di Wil

Corpo santo è l'espressione che viene usata in ambito cattolico per indicare quelle salme che vennero estratte da vari antichi cimiteri e catacombe e poi traslate in diverse località dentro e fuori d'Italia, ritenendole reliquie di santi martiri.

## Storia

### Primi esempi
I primi esempi di "corpi santi" risalgono già al IV secolo, quando reliquie rinvenute generalmente in Palestina vennero diffuse negli ambienti cristiani da fedeli o da esponenti del clero; successivamente, nel IX secolo, sotto il regno di Carlo Magno, si affermò un movimento per esportare da Roma i corpi dei più noti martiri romani per soddisfare le richieste dei fedeli desiderosi di venerarne le reliquie; tuttavia molte volte esse erano invece salme del tutto differenti.

### I "corpi santi" delle catacombe romane
Il fenomeno dei "corpi santi" conobbe la sua massima espansione a partire dalla fine del XVI secolo: dagli ultimi decenni del Cinquecento, dopo che venne riportata alla luce la catacomba dei Giordani, furono riscoperti numerosi altri cimiteri paleocristiani; si diffuse quindi l'idea, priva di fondamento, che la maggioranza dei defunti sepolti in tali catacombe fossero cristiani martirizzati durante le persecuzioni romane, e i loro corpi vennero quindi riesumati e traslati altrove in massa. Per arginare il fenomeno, i pontefici chiusero le gallerie alla libera circolazione e limitarono il traffico di reliquie, salvo poi concedere con una certa facilità i permessi necessari per estrarre le salme (detti patentes o licentiae effodiendi). Fonte principale dell'estrazione dei corpi santi furono le catacombe romane, ma molti corpi provengono anche da altri luoghi, come Cagliari, Pompei e Nancy.

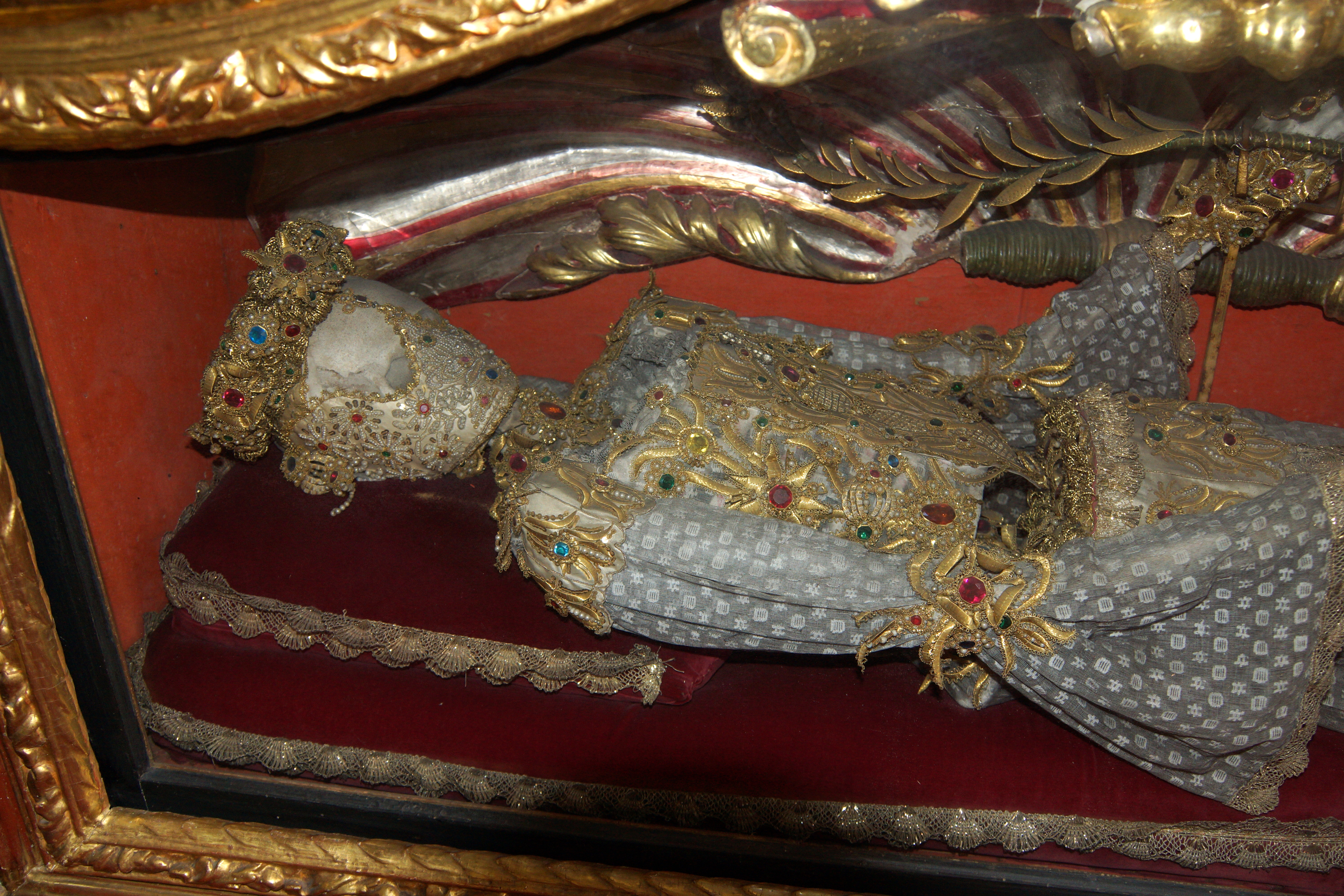
Il corpo santo di una "sant'Onorata" esposto nella chiesa di santa Birgitta a Berg bei Neumarkt in der Oberpfalz

Per far fronte alla richiesta di reliquie sempre crescente, a metà del XVII secolo una commissione pontificia fissò dei criteri arbitrari per distinguere i martiri dagli altri sepolti delle catacombe, ad esempio la presenza di alcuni simboli (quali la palma, la colomba, il monogramma di Cristo, le iniziali B.M. per "Beato Martire") o di un balsamario che si presumeva contenesse il sangue del defunto. Venne inoltre formato un corpo ufficiale di "cavatori" di reliquie, sotto la direzione di un Custode delle Sante Reliquie e dei Cimiteri. Tra il 1700 e il 1800 la diffusione e la venerazione verso i corpi santi crebbero tanto che è oggi impossibile contare quante salme siano state estratte dalle catacombe (nell'ordine delle migliaia). I corpi venivano portati in laboratori specializzati all'interno di conservatori o conventi femminili, dove venivano ricomposti, alcune volte coperti con un simulacro di cera, e abbigliati da veri martiri; spesso lo scheletro veniva riassemblato con scarsa o nulla accuratezza anatomica, portando ad esiti anche grotteschi (come nel caso di un "sant'Ovidio" fatto arrivare in un convento cappuccino a Place Vendôme, il quale aveva due piedi sinistri), tranne per il cranio e il volto, che venivano ricostruiti con molta attenzione, anche con l'ausilio di colla, argilla e segatura di ossa.
Dopo l'esumazione e la composizione, i corpi venivano spediti sia in varie località italiane, sia al di fuori della penisola, in Europa centrale, specie nell'area oggi occupata da Austria, Svizzera e Germania meridionale; una volta giunto a destinazione, il corpo era generalmente esposto in una teca di vetro in varie posizioni possibili (sdraiato, seduto, in piedi).

### Cessazione del fenomeno
L'estrazione dei corpi santi cessò a metà del XIX secolo, grazie anche alle proteste di varie persone come Papebroch, Mabillon e de Rossi; la stessa Congregazione dei riti era solita negare la concessione di feste, offici e Messe in onore di corpi santi, anche quando autenticati da alti esponenti del clero, consigliando invece la cessazione del culto o la sostituzione del corpo santo con delle reliquie reali; la venerazione dei corpi santi è però ancora in atto in molti luoghi.